# Rubí (1968)
Rubí é uma telenovela mexicana produzida por Valentín Pimstein para a Televisa e exibida pelo Telesistema Mexicano em 1968. Baseada na história em quadrinhos Rubí escrita por Yolanda Vargas Dulché para a revista Lágrimas, Risas y Amor em 1963, é a primeira adaptação televisiva de Rubí.
Foi protagonizada antagonicamente por Fanny Cano, junto com Antonio Medellín, Carlos Fernández e Irma Lozano.

## Sinopse
Rubí (Fanny Cano) é uma menina pobre, mas muito ambiciosa, que vive com Refugio (Alicia Montoya), sua mãe e sua irmã Cristina (Maria Eugenia Ríos), em um bairro, quem paga por seus estudos universitários. Sua melhor amiga é Maribel (Irma Lozano), sua companheira de estudo, que tem uma lesão na perna direita quando sofreu de poliomielite quando criança, vive com seu pai, que é um homem muito rico. Rubi tem inveja de Maribel porque ela é rica. Maribel tem um namorado por correspondência, César Valdés (Carlos Fernández), que é engenheiro e vem acompanhá-la, acompanhada por seu melhor amigo Alejandro del Villar (Antonio Medellín), que é médico. Ambos estavam estudando no exterior. Imediatamente Rubí é atraída por César, porque ele é bonito e tem dinheiro, e não por Alexander, porque ele é de origem humilde. No entanto, Alejandro percebe que Rubí não é sincera, que odeia Maribel e a recrimina. Ele adverte a César que Rubi pode destruir a felicidade antes de acontecer. Maribel e César planejam seu casamento. Rubí começa a atrair para César e apaixonado por ela, confessa-o a Alejandro, isso aconselha a ele que ele se case com Maribel e se esqueça de Rubí, pelo qual só sente vontade. Rubí consegue colocar César contra Alejandro, faz com que ele veja que Alejandro tentou abusar dela. Cesar ataca Alejandro e diz-lhe que não quer vê-lo novamente. Em seu escritório, César propõe Rubí para ir com ele para Nova York, Rubí aceita. Maribel que vem a ver César ouve tudo. Rubí e César escapam, antes de tomar o avião, sua irmã Cristina amaldiçoa e bate batalha. César, que é arquiteto, sofre um acidente em seu local de trabalho com uma lesão séria na coluna vertebral, Para o qual é atendido por médicos diferentes, sem melhoria. Termina em uma cadeira de rodas. Maribel, depois de um tempo trancada, visita Alejandro no hospital onde trabalha para oferecer os serviços para tratar César e ele oferece trabalho voluntário. Então, Cesar morre em uma operação e Rubí começa a atrair Alejandro, um assédio provocado por ela, mas em uma ocasião ele a empurra para uma janela e cai no vazio desfigurando seu rosto. Na cama do hospital, Rubí diz às autoridades que ela se atirou na janela, liberando Alejandro de toda culpa. Alejandro acaba casando com a enfermeira Eloisa (Nancy MacKenzie).

## Elenco
- Fanny Cano .... Rubí Pérez Carvajal
- Antonio Medellín .... Alejandro del Villar
- Carlos Fernández .... César Valdez López
- Irma Lozano .... Maribel de la Fuente
- Alicia Montoya .... Refugio Carvajal de Pérez
- María Eugenia Ríos .... Cristina Pérez Carvajal
- Velia Vegar .... Dona Lolita Lopez de Valdez
- Javier Ruán ....  Arturo Cuevas Ferreti
- Antonio Raxel .... Julio de La Fuente
- Julieta Bracho .... Laura Vallejo
- Raúl "Chato" Padilla .... Francisco
- Dolores Camarillo .... Toña
- Socorro Bonilla .... Enfermera
- Gabriela Araujo
- Francisco Stanley
- Aurora Cortés
- Nancy McKenzie .... Eloísa

## Outras versões

### História em quadrinhos
- Rubí (1963) – HQ escrito por Yolanda Vargas Dulché e desenhado por Antonio Gutiérrez para a revista Lágrimas, Risas y Amor.

### Televisão
- Rubí (2004) – telenovela mexicana produzida por José Alberto Castro para Televisa, protagonizada por Bárbara Mori.
- Rubi (2010) – telenovela filipina produzida por ABS-CBN e protagonizada por Angelica Panganiban.
- Ruby (2012) – série árabe produzida por MBC4, protagonizada por Cyrine Abdelnour.
- Rubí (2020) – serie de televisão produzida por Carlos Bardasano para Televisa, protagonizada por Camila Sodi.

### Cinema
- Rubí (1970) – filme dirigido e adaptado por Carlos Enrique Taboada, protagonizado por Irán Eory.